# هوشتات أن در آيش
هواشتات ان در آيش (بالألمانية: Höchstadt) هي مدينة و بلدة ألمانية تقع في ألمانيا في منطقة إرلنغن-هوشتات.

## المدن التوأمة
مدن كرانيشفلد، Castlebar و كراسنوغورسك هي مدن توأمة لـهواشتات ان در آيش.

## أعلام
- مارتن غراو